# NGC 5775
NGC 5775 (другие обозначения — UGC 9579, MCG 1-38-14, ZWG 48.60, KCPG 440B, IRAS14514+0344, PGC 53247) — спиральная галактика с перемычкой (SBc) в созвездии Дева.
Этот объект входит в число перечисленных в оригинальной редакции «Нового общего каталога».
В галактике вспыхнула сверхновая SN 1996ae типа IIn, её пиковая видимая звездная величина составила 16,5.